# Dub Incorporation

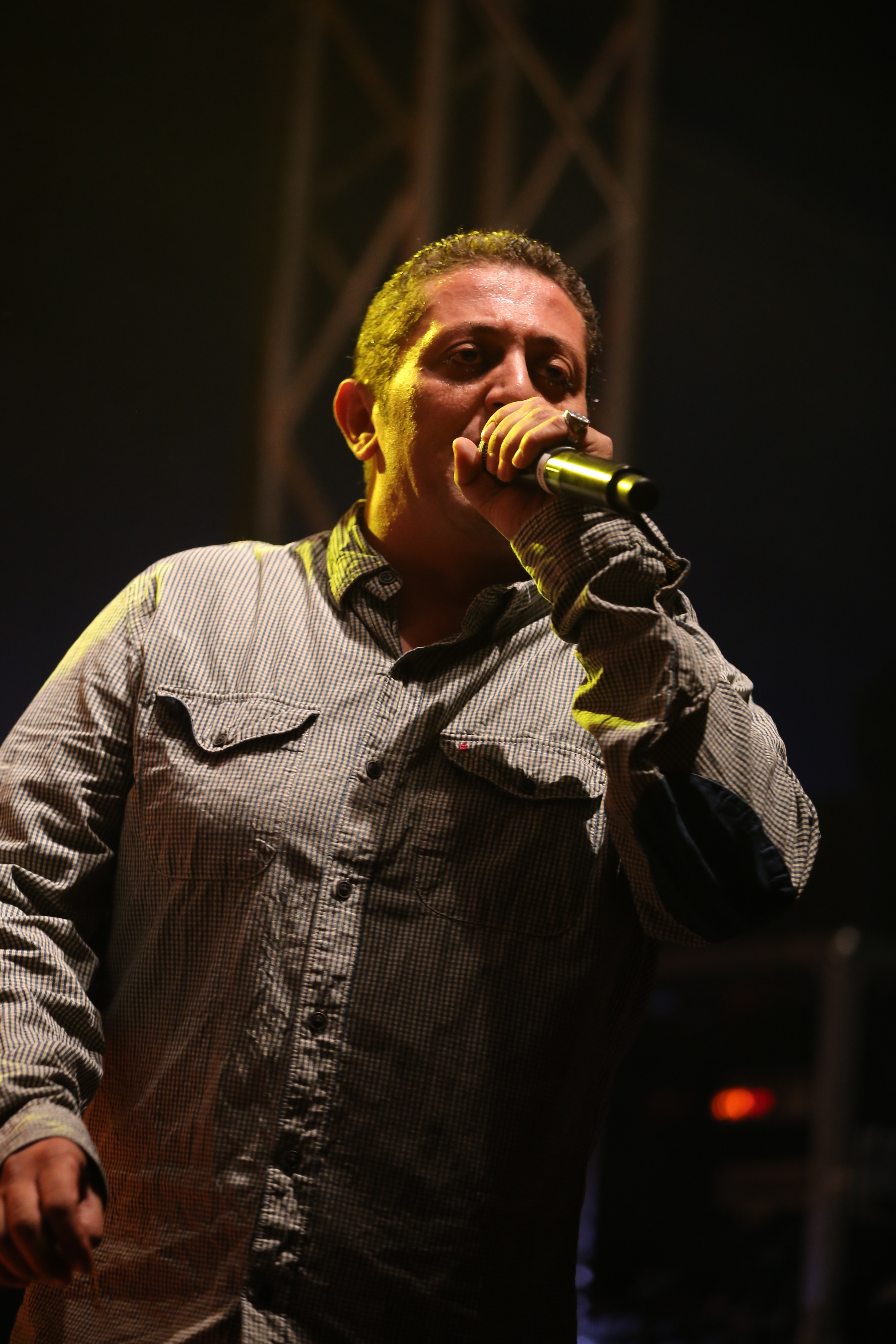
Hakim Meridja (2013)

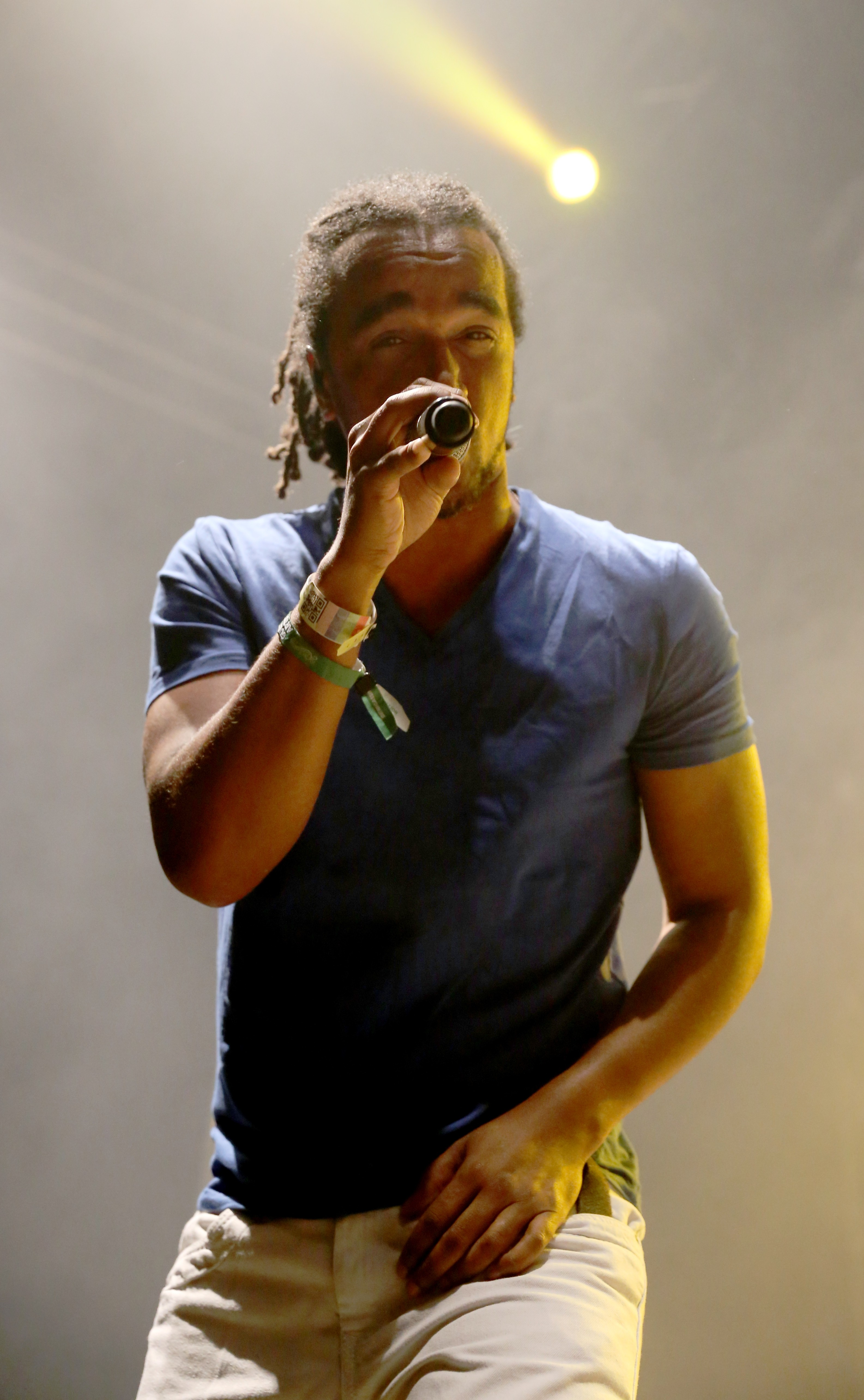
Aurélien Zohou (2013)

Dub Inc (do 2006 Dub Incorporation) – zespół reggae z Saint-Étienne, powstały w 1997 roku.

## Dyskografia
- Dub Incorporation 1.1 (1998)
- Version 1.2 (2001)
- Diversité (2003)
- Dans Le Décor (2005)
- Live (2006)
- Afrikya (2008)[1]
- Hors Controle (2010)[2]
- Paradise (2013)[3]
- So What (2016)[4]
- Millions (2019)[5]
- Futur (2022)[6]